# Немецкое общество языкознания
Немецкое общество языкознания (нем. Deutsche Gesellschaft für Sprachwissenschaft, DGfS) — научная организация, основанная в 1978 году с целью поддержать научные исследования в области языкознания в Германии, наладить международное сотрудничество по развитию таких исследований и воспитать новое поколение лингвистов. Размещена в Дюссельдорфе.
В отличие от организаций защиты или любителей языковых объединений Немецкое общество языкознания предоставляет членство только профессиональным лингвистам. В рамках организации работают как лингвисты, занимающиеся общей проблематикой, так и специалисты в конкретных направлениях (слависты, германисты, романисты и т. д.). С 1988 года большую популярность набирает секция компьютерной лингвистики.
Немецкое общество языкознания издаёт журнал Zeitschrift für Sprachwissenschaft в издательстве Walter de Gruyter.